# Сакраменто
Сакрам́енто (англ. Sacramento) — місто на заході США, столиця штату Каліфорнія. Розташоване в місці впадіння річки Американ-Рівер у річку Сакраменто. Входить до складу однойменного округу. Населення — 524 943 особи (2020).
Раніше столицею Каліфорнії були міста Монтерей (1775—1849), Сан-Хосе (1849—1851), Вальйо (Каліфорнія) (1852—1853), Беніша, Каліфорнія (1853—1854) і Сан-Франциско (1862). Сакраменто став постійною столицею в 1854 р. У 1862 р. столичні функції були перенесені на чотири місяці до Сан-Франциско через сильну повінь.
У 2018 році місто увійшло до списку американських міст з найзабрудненішим повітрям.

## Історія
До початку європейської колонізації територія річкової долини була населена індіанськими племенами найсенані й мівок, які займалися полюванням і збиральництвом.
У 1799 році (за іншими даними — 1808 р.) долина була досліджена іспанським мандрівником Габріелем Морагою. Захоплений красою і пишністю природи, Морага вигукнув «Es como el sagrado sacramento!» (Це немов святі дари!), звідси й пішла назва місцевості.
Уряд Мексики, якому формально належала ця територія, не приділяв уваги її розвитку. У підсумку першим європейцем, який заснував тут поселення, у 1839 році став емігрант з Лісталя Джон Саттер. Селище, що спочатку називалося просто лісопилка Саттера, надалі отримала назву Нова Гельвеція (на честь давньої назви Швейцарії).
За часів Каліфорнійської «золотої лихоманки» 1849 року Сакраменто стало центром району старателів. Син Джона Саттера, Джон Саттер-молодший, у грудні 1848 року заснував неподалік нове селище для новоприбулих старателів, назвавши його Сакраменто — за назвою долини. Нове поселення виявилося помітно успішнішим за Нову Гельвецію, що погіршило стосунки між батьком і сином Саттерами. 1849 року на загальних зборах городян був прийнятий міський статут, а 27 лютого 1850 року статут був затверджений законодавчими зборами штату Каліфорнія. Протягом 1850-х років Сакраменто пережило кілька серйозних повеней, пожеж та епідемій холери. Проте завдяки вдалому розташуванню міста його населення швидко зростало, і до 1860 року перевищувало 10 000 осіб.
Законодавчі збори Каліфорнії збиралися в різних містах штату, в тому числі й у Сакраменто (перший раз — 1864 року). Така нестабільність ускладнювала роботу зборів, і в 1879 році Сакраменто оголосили постійною столицею штату.

## Географія
Сакраменто розташоване за координатами 38°34′0″ пн. ш. 121°28′7″ зх. д. / 38.56667° пн. ш. 121.46861° зх. д. (38.566592, -121.468632).  За даними Бюро перепису населення США в 2010 році місто мало площу 259,27 км², з яких 253,60 км² — суходіл та 5,67 км² — водойми.

## Демографія
Згідно з переписом 2010 року, у місті мешкало 466 488 осіб у 174 624 домогосподарствах у складі 103 730 родин. Густота населення становила 1799 осіб/км².  Було 190911 помешкання (736/км²).
Расовий склад населення:
| - 45,0 % — білих - 18,3 % — азійців - 14,6 % — афроамериканців - 1,4 % — вихідців з тихоокеанських островів - 1,1 % — корінних американців - 12,3 % — осіб інших рас |

До двох чи більше рас належало 7,1 %. Частка іспаномовних становила 26,9 % від усіх жителів.
За віковим діапазоном населення розподілялося таким чином: 24,9 % — особи молодші 18 років, 64,5 % — особи у віці 18—64 років, 10,6 % — особи у віці 65 років та старші. Медіана віку мешканця становила 33,0 року. На 100 осіб жіночої статі у місті припадало 94,9 чоловіків;  на 100 жінок у віці від 18 років та старших — 92,2 чоловіків також старших 18 років.
Середній дохід на одне домашнє господарство  становив 68 285 доларів США (медіана — 50 739), а середній дохід на одну сім'ю — 77 160 доларів (медіана — 58 714). Медіана доходів становила 46 583 долари для чоловіків та 42 379 доларів для жінок. За межею бідності перебувало 22,0 % осіб, у тому числі 31,1 % дітей у віці до 18 років та 12,5 % осіб у віці 65 років та старших.
Цивільне працевлаштоване населення становило 210 093 особи. Основні галузі зайнятості: освіта, охорона здоров'я та соціальна допомога — 22,8 %, науковці, спеціалісти, менеджери — 12,3 %, публічна адміністрація — 12,1 %.

## Транспорт
Основу громадського транспорту міста складає розвинена мережа ліній швидкісного трамваю. На травень 2018 року в місті діють три лінії, що мають спільну ділянку в центрі Сакраменто. Центральна частина мережі проходить поблизу більшості історичних пам'яток та визначних будівель міста.

## Парки та відпочинок

### Ярмарок штату Каліфорнії
Важливою подією в Сакраменто , є Ярмарок штату Каліфорнії, який відбувається щорічно і триває 17 днів. Під час ярмарку працює виставка досягнень у промисловості та сільському господарстві. Відбуваються змагання, концерти, карнавал, феєрверки та інші сімейні забави. Ярмарок штату в Сакраменто щоденно відвідують від 20 000 до 60 000 осіб, які витрачають на харчування та напої близько 8,5 мільйонів доларів.

## Міста-побратими
- Сеул (кор. 서울), Південна Корея
- Кишинів (рум. Chişinău; Кишинэу), Молдова
- Лісталь (нім. Liestal), Швейцарія
- Маніла (англ. Manila), Філіппіни
- Мацуяма (яп. 松山市), Японія
- Цзінань (кит. трад. 济南, спр. 濟南, піньїнь JǐJǐnán), Китай
- Гамільтон (англ. Hamilton), Нова Зеландія
- Сан-Хуан-де-Орієнте (ісп. San Juan de Oriente), Нікараґуа
- Суми, Україна у 2023р.

## Відомі люди
Народилися:
- Ґрета Ґервіґ - режисерка, сценаристка та акторка

- Ентоні Кеннеді — правник, член Верховного суду США
- Едріенн Барбо — акторка
- Майкл Ллойд Коутс — астронавт
- Томас Кінкейд — художник
- Карлос Алазракі — актор-комік
- Колін Генкс — актор і продюсер
- Банні Лав — порноакторка та режисер
- Мері Віппл — веслувальниця
- Кейден Кросс — порноакторка
- Саша Грей — акторка, модель і порноакторка
- Брі Ларсон — актриса та співачка
- Мігель Понсе — футболіст
- Чарльз Стівенсон (1887-1943) — американський кіноактор німого кіно
- Раян Голідей (* 1987) — американський маркетолог, підприємець.
- Чіно Морено - музикант